# Гришки (зупинний пункт, Південно-Західна залізниця)
Гришки — пасажирський зупинний пункт Жмеринської дирекції Південно-Західної залізниці  на електрифікованій дільниці Жмеринка — Гречани між зупинними пунктами Васютинці (3 км) та Радівці (3 км). Розташований неподалік села Гришки Хмельницького району Хмельницької області.

## Історія
Зупинний пункт відкритий у 1951 році.
У 1997 році зупинний пункт електрифікований змінним струмом  (~25 кВ) в складі дільниці Жмеринка — Хмельницький — Гречани.

## Пасажирське сполучення
На Платформі Гришки  зупиняються приміські електропоїзди сполученням Жмеринка — Гречани.